# Karel van der Weide
Karel van der Weide (ur. 11 sierpnia 1973 w Amsterdamie) – holenderski szachista, arcymistrz od 2004 roku.

## Kariera szachowa
W latach 1995 i 1996 dwukrotnie zdobył w Leeuwarden tytuły młodzieżowego (do lat 26) mistrza Holandii. W 1997 podzielił I miejsce (wraz z Dorianem Rogozenko) w otwartym turnieju w Chemnitz oraz zadebiutował w finale indywidualnych mistrzostw Holandii. W 1998 triumfował (wraz z Wiktorem Michalewskim, Dimitri Reindermanem oraz Einarem Gauselem) w Hoogeveen, natomiast w 2000 podzielił II miejsce (za Siemionem Dwojrisem) w kolejnym openie w Dieren. W 2001 zajął V miejsce w finale mistrzostw kraju, rozegranym w Leeuwarden. W 2002 podzielił II miejsce w Wiedniu, w 2003 powtórzył to osiągnięcie w Triesen (za Igorem Miladinoviciem), natomiast w 2004 zwyciężył w kołowym turnieju w Bad Bocklet oraz podzielił I miejsce (wraz z m.in. Piotrem Bobrasem i Igorem Chenkinem) w Bad Wiessee. W 2005 triumfował w Mariańskich Łaźniach i Seefeld oraz był jednym ze zwycięzców otwartego turnieju w Pradze. W 2007 podzielił I miejsce (wraz z Danielem Camporą) w Sewilli.
Najwyższy ranking w karierze osiągnął 1 lipca 2007 r., z wynikiem 2512 punktów zajmował wówczas 13. miejsce wśród holenderskich szachistów.